# 詹姆斯·埃内斯
詹姆斯·埃内斯，CM OM FRSC（1976年1月27日—）为加拿大小提琴家及中提琴家，主要在音乐会上演奏。

## 生平及演艺经历
詹姆斯·埃内斯生于加拿大曼尼托巴省布兰登，为艾伦·埃内斯（Alan Ehnes）及芭芭拉·维希·埃内斯（Barbara Withey Ehnes）之子。其父在布兰登大学长期任小号教授；其母为芭蕾舞者，曾在加拿大大芭蕾舞团、鲁斯·佩奇国际芭蕾舞团及芝加哥芭蕾舞团供职，且为布兰登舞蹈学校的前校长。詹姆斯自四岁开始学习小提琴，九岁时成为知名小提琴家弗朗西斯·查普林（Francis Chaplin）的门生。其人后来从萨莉·托马斯（Sally Thomas）修业，先到草山音乐学院（Meadowmount School of Music），在1993年至1997年间又随托马斯到茱莉亚音乐学院学习，自后者毕业时得获彼得·梅宁音乐杰出成就与领导力奖。
2005年10月，埃内斯自布兰登大学获得音乐学荣誉博士学位，两年后的7月其当选为加拿大皇家学会有史以来最年轻的会士。2010年，其又获颁成为加拿大勋章的受勋人。
埃内斯以1715年制作的斯特拉迪瓦里琴「ex-Marsick」演奏。其人之商业录音于各类奖项多有得获，其中包括11项朱诺奖、2项格莱美奖及1项留声机奖。同时，埃内斯亦担任西雅图室内乐协会的艺术总监。其与小提琴家埃米·施瓦茨·莫雷蒂（Amy Schwartz Moretti）、中提琴家理查德·奥尼尔（Richard O'Neill）及大提琴家爱德华·阿龙（Richard Arron）合作以埃内斯四重奏的名义演出。
埃内斯如今同妻子及两名孩子居于佛罗里达州埃伦顿。

## 参看
- 小提琴家列表

###### 文献资料
1. ↑  . Brandon Sun. 2019-10-12  [2020-02-04].[]
2. ↑  King, Betty Nygaard. . Canadian Encyclopedia. 2013-12-13  [2020-02-04]. （原始内容存档于2021-06-12）.
3. ↑  Hanson, Philip. . La Scena Musicale. 1998-10-01  [2012-02-17]. （原始内容存档于2020-02-21）.
4. ↑  Cloutier, Annabelle. . Governor General of Canada. 2010-06-30  [2014-04-22]. （原始内容存档于2012-06-12）.
5. ↑  . CBC. 2019-02-11  [2021-05-23]. （原始内容存档于2021-10-03）.
6. ↑  May, Thomas. . 2015-07-14. （原始内容存档于2015-07-17）.